# Jalodu, Pavagada
Jalodu là một làng thuộc tehsil Pavagada, huyện Tumkur, bang Karnataka, Ấn Độ.